# Радиостанция (городской округ Якутск)
Радиостанция (Радиоцентр) — территория (упразднённое село) в составе села Тулагино, административного центра Тулагино-Кильдямского наслега, входящего в состав городского округа «Город Якутск» Республики Саха (Якутия) России.
Почтовый индекс 677906

## География
Бывшее село Радиостанция находится в Центральной Якутии, в долине Туймаада, на левобережье р. Лены.
Улица одна — Связистов, на 2009 год длиной в 800 метров, покрытие дороги — гравийно-грунтовая
Климат
Климат, как и по всему городскому округу — резко континентальный с длинной и суровой зимой (средняя температура января — около −40 °C) и коротким, но жарким летом (средняя температура июля — 19 °C). Характерны небольшое количество осадков в течение всего года (при этом большее количество осадков приходится на тёплое время года) и сухой воздух, особенно летом.

## История
В программу «Развитие пригородных населенных пунктов Городского Округа „Город Якутск“ на 2011—2017 годы», было включено также разработка ПСД для электрификации новостроек села Радиостанция
Постановление Администрации города Якутска от 29 июня 2016 года N 168п  показывало, что село Радиостанция входило в муниципальное образование Тулагино-Кильдямский наслег.

## Инфраструктура
экономика
Радиостанция

## Транспорт
Выезд на проходящую автодорогу регионального значения Якутск — Намцы (а/д «Нам», 98 ОП РЗ 98К-005). Остановка общественного транспорта (автобусы №104 Якутск-Кангалассы и №105 Якутск-Тулагино-Кильдямцы).